# Maracanaú
Maracanaú este un oraș în statul Ceará (CE) din Brazilia.